# Cyrtanthus spiralis
Cyrtanthus spiralis är en amaryllisväxtart som beskrevs av William John Burchell och Ker Gawl.. Cyrtanthus spiralis ingår i släktet Cyrtanthus, och familjen amaryllisväxter. Inga underarter finns listade i Catalogue of Life.